# Oregon Death with Dignity Act
Der Oregon Death with Dignity Act (deutsch: Gesetz des Staates Oregon über Sterben in Würde) ist ein Gesetz im US-Bundesstaat Oregon aus dem Jahr 1997. Es erlaubt einen ärztlich-assistierten Suizid und regelt die Voraussetzungen hierfür.

## Gesetzesinhalt
Damit ein Arzt ein tödliches Medikament (in der Regel Barbiturate) verschreiben darf, müssen laut dem Oregon Death with Dignity Act folgende Voraussetzungen erfüllt sein: Der Patient muss seinen ständigen Wohnsitz in Oregon haben und volljährig sein. Nach dem ersten mündlichen Antrag muss der verschreibende Arzt mit einem unabhängigen Kollegen feststellen, dass der Patient an einer unheilbaren Erkrankung leidet, die voraussichtlich in weniger als sechs Monaten zum Tod führt. Falls Zweifel an der Urteilsfähigkeit des Patienten aufkommen, ist ein psychologisches Gutachten einzuholen. Außerdem muss der Arzt über mögliche Alternativen (z. B. Palliativmedizin) aufklären. Neben dem zweiten mündlichen Antrag beim Arzt muss auch ein schriftlicher Antrag vorliegen, der in Gegenwart von zwei Zeugen unterschrieben wurde. Einer der Zeugen darf kein Verwandter, Erbe oder Mitarbeiter der Einrichtung sein, bei der sich der Patient behandeln lässt. Es sind ein mündlicher und ein schriftlicher Antrag zu stellen, und der mündliche Antrag muss nach einer Bedenkzeit von 15 Tagen wiederholt werden. Zwischen dem ersten mündlichen Antrag und der Verschreibung des Medikaments muss eine Wartezeit von 15 Tagen verstreichen. Der verschreibende Arzt darf zwar während des Suizids anwesend sein, jedoch das tödliche Medikament nicht selbst verabreichen.
Deutsche Übersetzungen des Gesetzestextes finden sich bei Wolfslast/Conrads (siehe unter Literatur) – diese berücksichtigt jedoch nicht die Änderungen von 1999 und enthält auch einige Fehler – und bei Lorenz (siehe unter Literatur), dort in einer überarbeiteten und aktuellen, dem englischen Original (Oregon Revised Statutes, Edition 2007) gegenübergestellten Version.

## Entstehungsgeschichte
Aufgrund einer Bürgerinitiative kam es am 8. November 1994 zu einem Volksentscheid (Oregon Ballot Measure No. 16) über den Oregon Death with Dignity Act. Dieser wurde mit 51,3 % (627.980) gegen 48,7 % (596.018) angenommen. Nach einer gerichtlichen Verfügung konnte das Gesetz jedoch erst am 27. Oktober 1997 in Kraft treten. Ein weiterer Volksentscheid (Oregon Ballot Measure No. 51) am 4. November 1997, der zum Ziel hatte, das Gesetz wieder aufzuheben, wurde  mit 40 % (445.830) zu 60 % (666.275) abgelehnt.
Das Gesetz wurde dann nochmals 1999 geändert. Diese Änderungen umfassen insbesondere, dass die Einnahme des Medikaments nicht in der Öffentlichkeit zu erfolgen hat, Modalitäten des Verteilens der Medikamente, Präzisierung des Wohnorterfordernisses und Möglichkeiten der jederzeitigen Verweigerung der Hilfe vor allem von Krankenhäusern usw. Sie traten am 30. Juni 1999 in Kraft.

## Aufhebungsversuche
Am 9. November 2001 erließ der damalige United States Attorney General John Ashcroft eine Richtlinie, die den Controlled Substances Act, ein Arzneimittelgesetz des Bundes, neu interpretierte. Nach dieser Richtlinie verstoße das Verschreiben tödlicher Medikamente gegen dieses Bundesgesetz und sei daher unzulässig. Die neue Richtlinie erlaubte der Drug Enforcement Administration, teilnehmenden Ärzten die Lizenz zu entziehen und sie strafrechtlich zu verfolgen.
Gegen diese neue Richtlinie reichte der Attorney General des Staates Oregon, Hardy Myers, am Tag darauf Klage beim United States District Court von Oregon ein. Während der Verhandlung wurde Ashcrofts Richtlinie außer Kraft gesetzt. Mit Urteil vom 17. April 2002 hob das Gericht die neue Richtlinie auf.
Daraufhin rief John Ashcroft am 23. September 2002 den United States Court of Appeals; zuständig für den United States District Court for the District of Oregon, an, mit dem Ziel das Urteil der Vorinstanz wieder aufzuheben. Mit der Entscheidung vom 26. Mai 2004 wurde jedoch das Urteil des United States District Court bestätigt.
Am 9. November 2004 reichte Ashcroft deswegen Klage beim Obersten Gerichtshof der Vereinigten Staaten ein. Während des Prozesses wurde Alberto R. Gonzales United States Attorney General, sodass der Fall unter dem Namen Gonzales v. Oregon bekannt wurde. Am 17. Januar 2006 wurde das Urteil bekannt gegeben: Mit 6 zu 3 Stimmen entschied der Gerichtshof zugunsten von Oregon, dass die Bundesregierung den Ärzten in Oregon nicht verbieten darf, tödliche Medikamente zu verschreiben.

## Verbreitung
Im Jahr 2013 ließen sich 122 Patienten von 62 Ärzten tödliche Medikamente verschreiben. 71 von ihnen haben das Medikament tatsächlich eingenommen; zusätzlich sind 28 Personen an ihrer unheilbaren Krankheit gestorben ohne das Medikament einzunehmen. Es haben also in den letzten Jahren ca. ein Drittel aller Personen, die sich ein Rezept hatten ausstellen lassen, das Medikament letztlich nicht benutzt (Stand 2005).
Seit 1997 sind insgesamt 752 Personen an einem ärztlich-assistierten Suizid nach Maßgaben des Oregon Death with Dignity Acts gestorben (Stand 2013). Die am häufigsten gestellte Diagnose für Menschen, die ihr Leben nach dem Oregon Death with Dignity Act beenden wollten, lautete Krebs (78,9 %). Gründe für den Todeswunsch waren der Verlust der Selbständigkeit (91,4 %), schlechte Lebensqualität (88,9 %) sowie der Verlust oder die Angst vor dem Verlust ihrer Würde (80,9 %). Die Befürchtung, dass gehäuft sozial benachteiligte Gruppen (z. B. niedriges Einkommen, geringe Schulbildung, fehlende Kranken- und Sozialversicherung) den Tod nach dem Oregon Death with Dignity Act wählen, bestätigte sich nicht. Ihr Anteil liegt nur bei 2,9 %; in den Jahren 1998–2012 waren es jedoch nur 2,7 %.

## Sonstiges
Ausgehend vom Oregon Death with Dignity Act und zu großen Teilen an dessen Text orientierend hat der Nachbarstaat Washington 2009 ein sehr ähnliches Gesetz, den Washington Death with Dignity Act, erlassen.